# Maro (Fluss)
Der Maro oder Merauke ist ein Fluss in Westneuguinea, im Regierungsbezirk Merauke in der indonesischen Provinz Papua Selatan. Er entspringt nahe der Grenze zu Papua-Neuguinea. Von dort aus fließt er nach Südwesten und mündet bei Merauke in die Arafurasee. Seine Gesamtlänge beträgt 207 km. Der Maro grenzt an die Nordseite des Wasur Nationalparks. Der Obat (Oba) mündet in ihn.
Am Unterlauf des Maro grenzen die Territorien der Jee-anim und der Marind-anim aneinander.